# Салинас (Пуэрто-Рико)
Сали́нас (исп. и англ. Salinas) — город и муниципалитет на Пуэрто-Рико.

## География и история
Город находится в южной части Пуэрто-Рико, на побережье Карибского моря, южнее городов Айбонито и Кайей, западнее Гуаямы, восточнее Санта-Исабель. В административном отношении разделён на 7 районов и городской центр Салинас-Пуэбло (Salinas Pueblo).
Близ города расположены полигоны и лагеря военной базы Кэмп-Сантьяго, где тренируются части пуэрто-риканской национальной гвардии, а также подразделения армии и ВВС США.
Город Салинас был основан 22 июля 1851 года, его первым мэром был дон Агустин Колон Пачеко.

## Демография
в 2010 году в Салинасе проживали 31.078 человек. Из них в национально-расовом отношении 74,6 % были белыми, 10,6 % — неграми, 0,4 % составляли индейцы, 4,5 % — метисы и мулаты.

## Экономика
В течение многих лет Салинас был главным рыболовецким портом Пуэрто-Рико. Была развита индустрия по переработке сахарного тростника. Последняя сахарная фабрика в Салинасе была закрыта в 1993 году. В настоящее время здесь развиваются электротехнические и электронные производства, производство пластмасс.
В муниципии развито выращивание продуктов на кокосовых и банановых плантациях, а также папайи.